# Jugoslavia ai Giochi della XIV Olimpiade
La Jugoslavia partecipò ai Giochi della XIV Olimpiade, svoltisi a Londra, dal 20 luglio al 14 agosto 1948,  
con una delegazione di 90 atleti, di cui 11 donne, impegnati in 8 discipline,
aggiudicandosi 2 medaglie d'argento.

## Medagliere

### Per discipline
| Sport            | Oro | Argento | Bronzo | Totale |
| ---------------- | --- | ------- | ------ | ------ |
| Atletica leggera | 0   | 1       | 0      | 1      |
| Calcio           | 0   | 1       | 0      | 1      |
| Totale           | 0   | 2       | 0      | 2      |

### Medaglie
| Medaglia | Atleta       | Sport            | Evento              |
| -------- | ------------ | ---------------- | ------------------- |
| Argento  | Ivan Gubijan | Atletica leggera | Lancio del martello |
| Argento  | Jugoslavia   | Calcio           | Torneo maschile     |

## Risultati

### Calcio
| Atleta | Classifica |                       |
| --- | --- | --------------------- |
| V · D · M Nazionale jugoslava · Calcio ai Giochi Olimpici Estivi 1948 P Lovrić · P Šoštarić · D Broketa · D Brozović · D Cimermančić · D Jazbinšek · D Jovanović · D Petrović · C Atanacković · C Zl. Čajkovski · C Mihajlović · C Palfi · C Stanković · C Takač · A Bobek · A Že. Čajkovski · A Kacijan · A Matošić · A Mitić · A Tomašević · A Vukas · A Wölfl · CT : Arsenijević | Argento |                       |
| Nazionale jugoslava · Calcio ai Giochi Olimpici Estivi 1948 | |                       |
| P Lovrić · P Šoštarić · D Broketa · D Brozović · D Cimermančić · D Jazbinšek · D Jovanović · D Petrović · C Atanacković · C Zl. Čajkovski · C Mihajlović · C Palfi · C Stanković · C Takač · A Bobek · A Že. Čajkovski · A Kacijan · A Matošić · A Mitić · A Tomašević · A Vukas · A Wölfl · CT: Arsenijević                                                                        | P Lovrić · P Šoštarić · D Broketa · D Brozović · D Cimermančić · D Jazbinšek · D Jovanović · D Petrović · C Atanacković · C Zl. Čajkovski · C Mihajlović · C Palfi · C Stanković · C Takač · A Bobek · A Že. Čajkovski · A Kacijan · A Matošić · A Mitić · A Tomašević · A Vukas · A Wölfl · CT: Arsenijević | Jugoslavia (bandiera) |

### Pallanuoto
| Atleta | Classifica |                       |
| --- | --- | --------------------- |
| V · D · M Nazionale maschile jugoslava di pallanuoto · Giochi olimpici - Londra 1948 Kovačić • Bakašun • Giovanelli • Curtini • Brainović • Ciganović • Grkinić • Amšel • Štakula • Radić • Strmac · CT : - | 9° |                       |
| Nazionale maschile jugoslava di pallanuoto · Giochi olimpici - Londra 1948 | |                       |
| Kovačić • Bakašun • Giovanelli • Curtini • Brainović • Ciganović • Grkinić • Amšel • Štakula • Radić • Strmac · CT: -                                                                                       | Kovačić • Bakašun • Giovanelli • Curtini • Brainović • Ciganović • Grkinić • Amšel • Štakula • Radić • Strmac · CT: - | Jugoslavia (bandiera) |